# Docu-reality
Il termine docu-reality (o docureality) è un neologismo nato dall'unione delle parole documentario e reality (più propriamente, dai sostantivi inglesi documentary e reality); indica un particolare format televisivo che si propone di trasmettere contenuti informativi e/o educativi come un classico documentario attraverso scene filmate di vita reale.
Costituisce quindi uno dei principali filoni del genere reality, quello delle docu-soap, e della cosiddetta "programmazione fattuale" (factual programming).